# Coppa del Brasile 2016 (pallavolo femminile)
La Coppa del Brasile 2016 si è svolta dal 22 al 30 gennaio 2016: al torneo hanno partecipato 8 squadre di club brasiliane e la vittoria finale è andata per la seconda volta consecutiva al Rio de Janeiro.

## Regolamento

### Formula
Le squadre hanno disputato quarti di finale in gara unica, accoppiate col metodo della serpentina e in casa delle quattro formazioni meglio classificate al termine del girone di andata di Superliga Série A 2015-16; le formazioni vincenti hanno poi disputato una final-4, con semifinali e finale in gara unica.

### Criteri di classifica
Se il risultato finale è stato di 3-0 o 3-1 sono stati assegnati 3 punti alla squadra vincente e 0 a quella sconfitta, se il risultato finale è stato di 3-2 sono stati assegnati 2 punti alla squadra vincente e 1 a quella sconfitta.
Per determinare la classifica dalla 5ª all'8ª posizione e dalla 3ª alla 4ª posizione, si tiene conto del numero di punti ottenuto rispettivamente dalle quattro formazioni eliminate ai quarti di finale e dalle due formazioni eliminate nelle semifinali durante la fase di qualificazione (i quarti di finale). In caso di parità, l'ordine del posizionamento in classifica è stato definito in base all'indice tecnico, i cui criteri sono:
- Punti;
- Ratio dei set vinti/persi;
- Ratio dei punti realizzati/subiti.
- Scontro diretto;
- Sorteggio[1].

In caso di walkover, la formazione qualificata al turno successivo è considerata vincitrice per 3-0 (25-0, 25-0, 25-0).

## Squadre partecipanti
| Squadra        | Qualificazione                                      |
| -------------- | --------------------------------------------------- |
| Brasília       | 6ª al girone di andata di Superliga Série A 2015-16 |
| Minas          | 3ª al girone di andata di Superliga Série A 2015-16 |
| Osasco         | 4ª al girone di andata di Superliga Série A 2015-16 |
| Praia Clube    | 2ª al girone di andata di Superliga Série A 2015-16 |
| Rio de Janeiro | 1ª al girone di andata di Superliga Série A 2015-16 |
| Rio do Sul     | 5ª al girone di andata di Superliga Série A 2015-16 |
| São Caetano    | 8ª al girone di andata di Superliga Série A 2015-16 |
| Sesi           | 7ª al girone di andata di Superliga Série A 2015-16 |

## Torneo

### Tabellone
|  | Quarti | Quarti         | Quarti |  |   | Semifinali     | Semifinali | Semifinali |  |   | Finale         | Finale      | Finale |
|  |        |                |        |  |   |                |            |            |  |   |                |             |        |
|  | 1      | Rio de Janeiro | 3      |  |   |                |            |            |  |   |                |             |        |
|  | 1      | Rio de Janeiro | 3      |  |   |                |            |            |  |   |                |             |        |
|  | 8      | São Caetano    | 0      |  |   |                |            |            |  |   |                |             |        |
|  | 8      | São Caetano    | 0      |  | 1 | Rio de Janeiro | 3          |            |  |   |                |             |        |
|  |        |                |        |  | 1 | Rio de Janeiro | 3          |            |  |   |                |             |        |
|  |        |                |        |  |   | 4              | Osasco     | 1          |  |   |                |             |        |
|  | 4      | Osasco         | 3      |  |   | 4              | Osasco     | 1          |  |   |                |             |        |
|  | 4      | Osasco         | 3      |  |   |                |            |            |  |   |                |             |        |
|  | 5      | Rio do Sul     | 0      |  |   |                |            |            |  |   |                |             |        |
|  | 5      | Rio do Sul     | 0      |  |   |                |            |            |  | 1 | Rio de Janeiro | 3           |        |
|  |        |                |        |  |   |                |            |            |  | 1 | Rio de Janeiro | 3           |        |
|  |        |                |        |  |   |                |            |            |  |   | 2              | Praia Clube | 0      |
|  | 2      | Praia Clube    | 3      |  |   |                |            |            |  |   | 2              | Praia Clube | 0      |
|  | 2      | Praia Clube    | 3      |  |   |                |            |            |  |   |                |             |        |
|  | 7      | Sesi           | 2      |  |   |                |            |            |  |   |                |             |        |
|  | 7      | Sesi           | 2      |  | 2 | Praia Clube    | 3          |            |  |   |                |             |        |
|  |        |                |        |  | 2 | Praia Clube    | 3          |            |  |   |                |             |        |
|  |        |                |        |  |   | 3              | Minas      | 0          |  |   |                |             |        |
|  | 3      | Minas          | 3      |  |   | 3              | Minas      | 0          |  |   |                |             |        |
|  | 3      | Minas          | 3      |  |   |                |            |            |  |   |                |             |        |
|  | 6      | Brasília       | 1      |  |   |                |            |            |  |   |                |             |        |
|  | 6      | Brasília       | 1      |  |   |                |            |            |  |   |                |             |        |

### Risultati

#### Quarti di finale
| 22 gennaio 2016 Ginásio do Tijuca Tênis Clube, Rio de Janeiro Durata: ? - Spettatori: ? | Rio de Janeiro | 3 - 0 | São Caetano | 25-17, 25-17, 25-13               |
| 22 gennaio 2016 Arena Praia Clube, Uberlândia Durata: ? - Spettatori: ?                 | Praia Clube    | 3 - 2 | Sesi        | 24-26, 12-25, 25-14, 25-23, 15-12 |
| 22 gennaio 2016 Ginásio do Mackenzie, Belo Horizonte Durata: ? - Spettatori: ?          | Minas          | 3 - 1 | Brasília    | 23-25, 25-19, 25-21, 25-13        |
| 22 gennaio 2016 Ginásio José Liberatti, Osasco Durata: ? - Spettatori: ?                | Osasco         | 3 - 0 | Rio do Sul  | 26-24, 25-15, 31-29               |

#### Semifinali
| 29 gennaio 2016 Ginásio do Taquaral, Campinas Durata: ? - Spettatori: ? | Praia Clube    | 3 - 0 | Minas  | 26-24, 25-22, 25-18        |
| 29 gennaio 2016 Ginásio do Taquaral, Campinas Durata: ? - Spettatori: ? | Rio de Janeiro | 3 - 1 | Osasco | 25-22, 25-19, 20-25, 30-28 |

#### Finale
| 29 gennaio 2016 Ginásio do Taquaral, Campinas Durata: ? - Spettatori: ? | Rio de Janeiro | 3 - 0 | Praia Clube | 25-19, 25-23, 25-18 |

## Classifica finale
| Pos | Squadre        |
| --- | -------------- |
| 1   | Rio de Janeiro |
| 2   | Praia Clube    |
| 3   | Osasco         |
| 4   | Minas          |
| 5   | Sesi           |
| 6   | Brasília       |
| 7   | Rio do Sul     |
| 8   | São Caetano    |